# México durante la Segunda Guerra Mundial
La participación de México en la Segunda Guerra Mundial tuvo su primer antecedente en las gestiones diplomáticas del gobierno ante la Sociedad de Naciones a raíz de la Segunda guerra italo-etíope. Sin embargo, esto se intensificó con el hundimiento de petroleros por ataques submarinos alemanes, lo que llevó a México a declarar la guerra a las Potencias del Eje lideradas por la Alemania nazi, la Italia fascista y el Imperio del Japón en mayo de 1942. La Segunda Guerra Mundial tuvo una profunda influencia en la política y la economía del país.
La Segunda Guerra Mundial marcó la primera vez que México enviaba tropas al extranjero en más de un siglo, y a la vez, fue el último conflicto externo en que lo hacía, pues desde entonces optó por la neutralidad. A diferencia de la mayoría de las naciones involucradas, los efectos económicos de la guerra fueron en gran medida positivos para la República.

## Historia

### Antecedentes
Incluso antes del inicio de la guerra, el gobierno mexicano manifestó su desaprobación de las naciones fascistas en múltiples ocasiones. El 6 de noviembre de 1935, México se unió al bloqueo económico de la Sociedad de Naciones contra el Reino de Italia por la invasión y posterior anexión del Imperio etíope. Unos años después, el 19 de marzo de 1938, el Estado mexicano protestó ante la Sociedad de Naciones por la violación de la soberanía austriaca tras el Anschluss. Sin embargo, Reino Unido, Francia y Estados Unidos guardaron silencio.
El ejemplo más famoso del rechazo de México al fascismo fue el reconocimiento del gobierno republicano español en el exilio. El 17 de junio de 1939, el gobierno mexicano retiró su embajada de territorio español, dejando los asuntos diplomáticos en manos de la embajada cubana. Desde 1937, refugiados españoles (en particular, simpatizantes republicanos) habían estado llegando a las costas mexicanas y eran recibidos por las autoridades en el puerto de Veracruz, donde arribaban barcos cargados con españoles y algunos judíos perseguidos en Europa por los nazis.
Durante este período, las relaciones diplomáticas de México con las naciones democráticas se tensaron. Desde la expropiación petrolera de 1938, el Reino Unido había roto relaciones y Estados Unidos mantenía un bloqueo comercial contra el país. Además, la Unión Soviética había retirado a su embajador desde que el gobierno cardenista dio asilo político a León Trotsky, quien era un firme opositor al régimen de Iósif Stalin.
La neutralidad inicial de México en la Segunda Guerra Mundial fue desafiada por varias consideraciones geopolíticas y económicas, como la mejora de las relaciones diplomáticas con los Estados Unidos como resultado de la política de Buena Vecindad del presidente estadounidense Franklin D. Roosevelt y la necesidad de los países aliados de petróleo mexicano para el esfuerzo bélico.

### Situación social interna
La situación social en México en los últimos años de la presidencia de Lázaro Cárdenas y la totalidad de la presidencia de Manuel Ávila Camacho, era de profunda desigualdad socioeconómica. Para 1940, la clase alta representaba solo el 1.05% de la población, la clase media el 15.87% y la clase baja el 83.08%. La mayor parte de la población mexicana eran agricultores que vivían en el campo, y una clase trabajadora comenzaba a surgir del sector de desarrollo industrial emergente. Para garantizar que hubiera instituciones ante el estado que defendieran los intereses de los trabajadores de diferentes sectores, se establecieron varias organizaciones sindicales, entre ellas la Confederación de Trabajadores de México (CTM), la Unión Sinarquista, entre otras, que conformaban la izquierda mexicana. Los líderes sindicales eran el Partido Comunista Mexicano (PCM), en representación de la izquierda más radical, y Vicente Lombardo Toledano y Fidel Velázquez, en representación de la izquierda más moderada.
La derecha estaba representada por un amplio sector conservador y proclerical, el sector empresarial (especialmente financiero e industrial) y el nuevo Partido Acción Nacional (PAN), fundado en 1939 por Manuel Gómez Morín. Los enfrentamientos entre izquierda y derecha fueron una constante que provocó conflictos violentos. Sin embargo, Cárdenas logró una relativa estabilidad social antes de la guerra al defender las organizaciones sindicales y campesinas, a la vez que complacía a los conservadores posponiendo las reformas sociales. Esta relativa estabilidad se consolidó con la expropiación petrolera llevada a cabo en 1938, que elevó universalmente la popularidad de Cárdenas. El gobierno de Roosevelt, al ver la estabilidad de México, decidió no tomar represalias tras la expropiación y llegó a un acuerdo de compensación como parte de la política de Buena Vecindad, que ayudaría a establecer la cooperación panamericana de posguerra.

## Inicios de la guerra
El 1 de septiembre de 1939, el régimen nazi de Adolf Hitler inició la invasión de Polonia, lo que marcó el origen de la Segunda Guerra Mundial. El 4 de septiembre, el presidente Cárdenas, fiel a la política pacifista de México, declaró su neutralidad en el conflicto europeo, considerado un nuevo tipo de guerra. Sin embargo, la neutralidad no impidió que el gobierno condenara la agresión contra la soberanía de las naciones democráticas. México reconoció al gobierno polaco en el exilio y, en diciembre de 1939, criticó la invasión soviética de Finlandia. En 1940 y 1941, el país también reprobó las invasiones alemanas de Noruega, Países Bajos, Bélgica, Grecia y Yugoslavia. 
Ante la agresión nazi contra Países Bajos y Bélgica, Cárdenas declaró el 13 de mayo de 1940 que:

A nombre de la nación mexicana envío mi mensaje de protesta ante todos los países del mundo por los nuevos atropellos cometidos por el imperialismo militarista que ha agredido a Bélgica y Holanda, sin encontrar más obstáculos que la heroica defensa de los pueblos invadidos mientras que otros países, olvidando su responsabilidad, han asumido una actitud expectante e indolente.

Cuando el general Manuel Ávila Camacho asumió la presidencia de México en diciembre de 1940, la neutralidad era menos firme. Tras las invasiones de Grecia y Yugoslavia en abril de 1941, el nuevo presidente declaró:

Una vez más, los ejércitos alemanes han invadido por la fuerza el territorio de un país neutral abusando de su potencialidad militar. (...) Para quienes siguen pensando que la neutralidad es garantía de paz y de salvación, el caso de estas dos naciones, pequeñas por su territorio, pero grandes por su sentido de la dignidad y por su generoso amor a la independencia y soberanía, debe servir de ejemplo y también de estímulo.

En abril de 1941, Ávila Camacho ordenó la incautación de buques alemanes e italianos en puertos nacionales; entre los buques así incautados se encontraba el petrolero de bandera italiana Lucifero, que posteriormente se llamaría «Potrero del Llano». Se hizo evidente que el gobierno de Ávila Camacho mantenía una «neutralidad simulada»; el apoyo material de México era claramente para el bando aliado. Dos meses después, se publicó otro decreto que prohibía la exportación de productos mexicanos a países fuera de América. Esta decisión afectó principalmente al petróleo mexicano, cuyo único comprador importante sería entonces Estados Unidos, país con el que la tensión política comenzaba a disiparse a medida que la industria armamentística estadounidense requería la materia prima mexicana.
El 7 de diciembre de 1941, la Armada Imperial Japonesa atacó Pearl Harbor, lo que precipitó a los estadounidenses a abandonar su neutralidad y a entrar en la guerra que, de ser puramente europea, se convirtió así en una guerra mundial. México, respetando el acuerdo de la Conferencia de La Habana de 1940, rompió relaciones con Japón y suspendió todos los intercambios comerciales con los países del Eje. Esto puso fin a las relaciones entre México y Alemania, que se habían debilitado desde el bloqueo comercial británico contra el Eje. Simultáneamente, el país reanudó las relaciones diplomáticas con el Reino Unido, ya con Winston Churchill en el poder, que se habían roto desde la expropiación petrolera de 1938.

## Declaración de guerra

Mapa de los hundimientos de siete buques mexicanos. Seis por ataques alemanes en 1942 y uno, el Juan Casiano, por colisión contra un barco escolta durante una tormenta.

México vendía petróleo a varios países, sin importar si eran del bando aliado, del Eje o aquellos que se inclinaron por la neutralidad, y sus barcos navegaban por el Golfo de México. En consecuencia, submarinos alemanes amenazaron a los buques mercantes mexicanos, advirtiendo que esta actividad podría tener graves consecuencias.
El 13 de mayo de 1942, un submarino alemán hundió un petrolero mexicano, el «Potrero del Llano». El gobierno mexicano protestó inmediatamente por la agresión:

Si para el próximo jueves 21 del corriente (mayo de 1942), México no ha recibido del país responsable de la agresión una satisfacción completa, así como las garantías de que le serán debidamente cubiertas las indemnizaciones por los daños y perjuicios sufridos, el gobierno de la República adoptará inmediatamente las medidas que exija el honor nacional.

México no recibió respuesta, salvo un nuevo ataque el 20 de mayo. Otro petrolero, el «Faja de Oro», fue hundido en el Golfo de México por un torpedo alemán. El 22 de mayo, el presidente convocó a una sesión extraordinaria del Congreso de la Unión para otorgar al ejecutivo la facultad de declarar el estado de guerra entre México y los países del Eje. Ante el Congreso, Ávila Camacho declaró lo siguiente:

La actitud que México toma en la presente eventualidad tiene como base el hecho de que nuestra determinación emana de una necesidad de legítima defensa. Conocemos los límites de nuestros recursos bélicos y sabemos que, dada la enormidad de la masas internacionales en pugna, nuestro papel en la actual contienda no habrá de consistir en acciones de guerra extracontinentales, para las que no estamos preparados.

La «neutralidad simulada» había quedado atrás y México se puso explícitamente del lado de los Aliados como país beligerante. Lázaro Cárdenas fue nombrado Secretario de la Defensa Nacional, se creó el Servicio Militar Nacional (SMN), Estados Unidos entregó armamento para mejorar la capacidad del ejército mexicano y se confiscaron las propiedades de ciudadanos alemanes, japoneses e italianos. Aun así, Ávila Camacho indicó que el papel de México en el conflicto no era en el campo de batalla, sino preparar sus defensas y proporcionar recursos a sus nuevos aliados.
Entre junio y septiembre de 1942 los U-Boot hundieron cuatro buques más: el «Tuxpam», «Las Choapas», «Oaxaca», y el «Amatlán». Ante esta situación, Estados Unidos, con el pretexto de la posibilidad de una agresión por parte de Japón en las costas del océano Pacífico, inició discretas negociaciones para que se le permitiera instalar una base militar en la península de Baja California; según el historiador Humberto Musacchio, se especuló que podría haber intentado ocupar esa parte del territorio mexicano sin éxito.[cita requerida]
El presidente Ávila Camacho se reunió de inmediato con su gabinete, el cual, analizando la situación, tomó medidas de precaución para reforzar la vigilancia y defensa de la costa del Pacífico.[cita requerida]

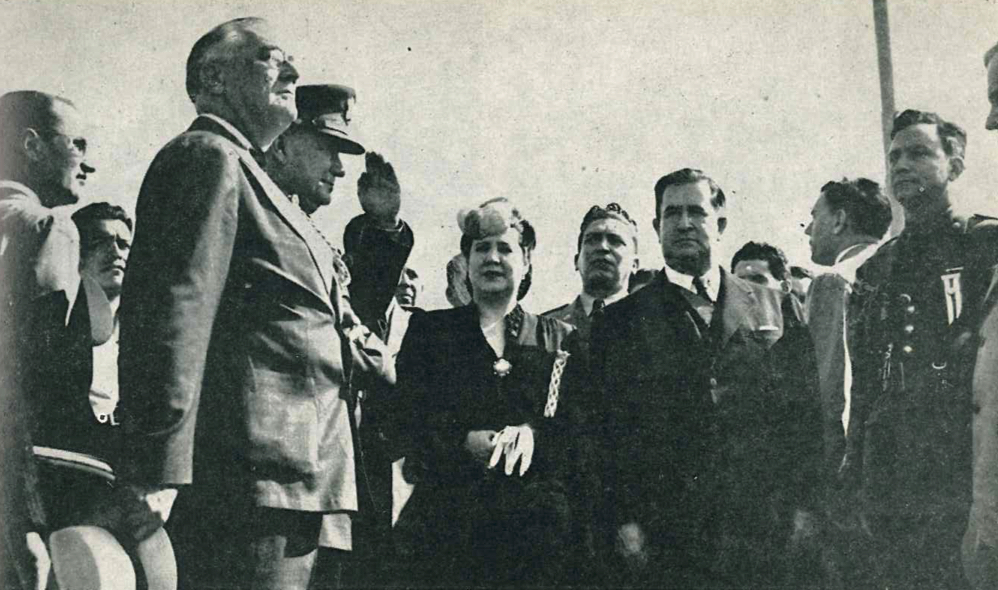
El presidente de México, Manuel Ávila Camacho, y el presidente de Estados Unidos, Franklin D. Roosevelt, en la visita de este último a suelo mexicano el 20 de abril de 1943.

Fue durante este período que Franklin D. Roosevelt realizó su primera visita a México en abril de 1943, en una visita de intercambio, ya que Ávila Camacho también se encontraba de visita en Estados Unidos. Ambos mandatarios se reunieron en Monterrey, concretamente en el Palacio de Gobierno, y uno de los temas tratados allí fue la participación mexicana en la guerra. Estos encuentros demostraron que nunca antes se había forjado una relación bilateral tan estrecha y positiva entre ambos países, poniendo fin a una era de hostilidades que comenzó hacía un siglo. Roosevelt declararía lo siguiente:

México ha contribuido principalmente a la derrota del fascismo con minerales para las industrias bélicas y con millares de trabajadores que en calidad de braceros (ejército de brazos de trabajo) han levantado las cosechas agrícolas y conservan las vías férreas en los Estados Unidos mientras nuestros soldados pelean en la guerra.

## Participación en combate

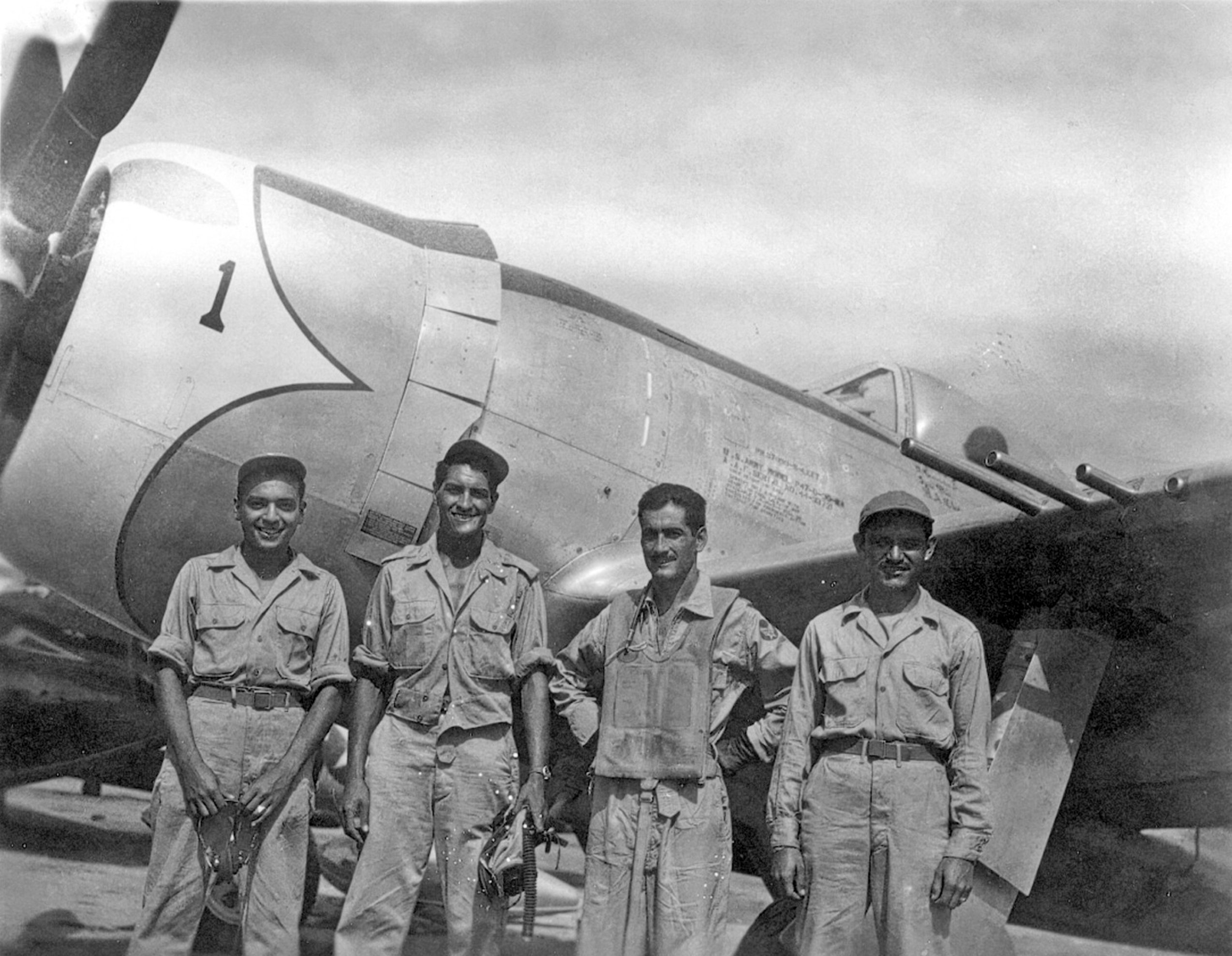
Aviadores del Escuadrón 201 frente a un P-47 D después de completar una misión de combate.

Inicialmente, la participación mexicana en la guerra se limitó a la defensa militar de las costas de Baja California, pero las potencias aliadas presionaron para que México enviara una fuerza simbólica al campo de batalla. En 1943, debido a la situación militar en Europa, el gobierno comenzó a reconsiderar su negativa a participar en la guerra con tropas mexicanas allí. Para entonces, los Aliados ya estaban a la ofensiva en todos los frentes y la posibilidad de un ataque alemán o japonés en el continente norteamericano parecía cada vez más remota. Por lo tanto, México decidió enviar al frente de guerra una fuerza simbólica para luchar bajo la bandera mexicana, siempre que fuera un contingente de la fuerza aérea en la campaña del Pacífico. Así, en 1944, el Escuadrón 201 (conocidos también como las «Águilas Aztecas») llegó a Estados Unidos para recibir entrenamiento de aviación. Un año después, en 1945, el escuadrón mexicano estaba listo para la batalla; este escuadrón de aviones de combate participó directamente en la campaña de Filipinas junto con la Fuerza Aérea de los Estados Unidos y la Real Fuerza Aérea Australiana.
El escuadrón llegó a Majors Field en Greenville, Texas, el 30 de noviembre de 1944. Allí, los pilotos recibieron entrenamiento avanzado en tácticas de combate aéreo, vuelo en formación y artillería. Los hombres fueron homenajeados con ceremonias de graduación el 20 de febrero de 1945, y el escuadrón recibió su bandera de batalla. Esta fue la primera vez que tropas mexicanas recibieron entrenamiento para combate en ultramar. El coronel Antonio Cárdenas Rodríguez estaba al mando del grupo, y el capitán de primera clase Radamés Gaxiola Andrade fue nombrado comandante del escuadrón.
Antes de partir hacia Filipinas, los soldados recibieron más instrucciones y exámenes físicos en Camp Stoneman en Pittsburg, California, en marzo de 1945. Los soldados partieron hacia Filipinas en el barco de tropas Fairisle el 27 de marzo de 1945. El escuadrón llegó a Manila el 30 de abril de 1945 y fue asignado al Grupo de Operaciones 58.º de la Quinta Fuerza Aérea, con base en Porac, Pampanga, en la Base Aérea de Clark en la isla de Luzón.
Así, el Escuadrón 201 de la Fuerza Aérea Expedicionaria Mexicana, compuesto por unos 300 hombres, 30 pilotos y 25 aviones P-47D Thunderbolt de fabricación estadounidense, luchó contra las fuerzas del Ejército Imperial Japonés durante la Batalla de Luzón en pos de la liberación de Filipinas. El avión P-47D portaba insignias de la USAAF, pero con los colores mexicanos en el timón de cola.

### Pacificó

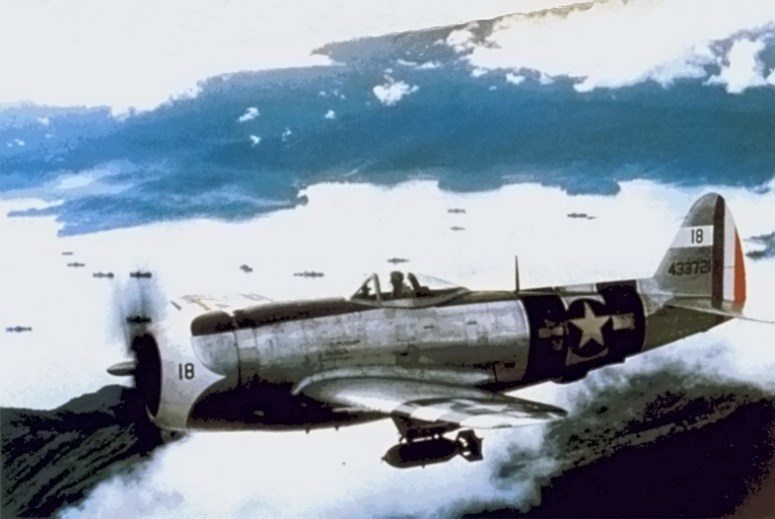
El P-47D sobrevolando las Filipinas en 1945.

En junio de 1945, el Escuadrón 201 inicialmente voló misiones con el Escuadrón 310, a menudo dos veces al día, utilizando aviones estadounidenses prestados. Recibió 25 nuevos aviones P-47D-30-RA en julio, marcados con las insignias de la USAAF y la Fuerza Aérea Mexicana. El escuadrón voló más de 90 misiones de combate, totalizando más de 1900 horas de vuelo. Participó en el esfuerzo aliado de bombardear Luzón y Formosa (hoy Isla de Taiwán) para expulsar a los japoneses de esas islas. Atacó implacablemente a las fuerzas japonesas concentradas principalmente en Luzón y voló 53 misiones de combate como parte de la organización de guerra de la Fuerza Aérea de los EE. UU., se especificó en el apoyo a la 25.ª División de Infantería, el Ejército Filipino, así como a numerosas guerrillas filipinas, para abrirse paso en el valle del Cagayán, donde el escuadrón devastó las defensas japonesas en tierra con sus bombas. Las misiones de apoyo cercano consistieron principalmente en atacar puntos de resistencia, además de estos lanzaron ataques a bases, fortificaciones, rutas de suministro y pozos de ametralladoras.
Durante sus combates en Filipinas, cinco pilotos del escuadrón murieron (uno fue derribado, uno se estrelló y tres se quedaron sin combustible y murieron en el mar); y otros tres murieron en accidentes durante el entrenamiento. El piloto Héctor Espinoza Galván volaba junto con un piloto estadounidense, pero se quedó sin combustible y cayó al océano; su cuerpo nunca fue encontrado. El capitán Pablo Ribaz Martínez y el segundo teniente Guillermo García Ramos fueron rodeados por una tormenta, muriendo Ribaz Martínez mientras que García Ramos sobrevivió después de ser rescatado. El 21 de julio de 1945, el segundo teniente Mario López Portillo junto con otro piloto del 311.º Escuadrón se estrellaron contra una montaña cercana, muriendo en el proceso. Las bajas de estos pilotos serían un duro golpe para el Escuadrón 201, mientras tanto, la quinta fuerza se trasladó a Okinawa para continuar los ataques de hostigamiento a los japoneses. La Fuerza Aérea Expedicionaria Mexicana fue asignada al grupo de servicio del 311.º Escuadrón y, el 24 de agosto, realizó una misión de escolta a un convoy al norte del Mar de Filipinas para prevenir ataques japoneses. Tras intensos combates y la pérdida de compañeros, la misión se había cumplido.
Los bombardeos atómicos de las ciudades de Hiroshima y Nagasaki ocurrieron el 6 y el 9 de agosto de 1945. Ante estos ataques, las pérdidas adicionales en todos los frentes y la invasión soviética de Manchuria también el 9 de agosto, el Imperio del Japón finalmente ofreció su rendición incondicional el 15 de agosto de 1945, la cual se formalizó con una firma solemne el 2 de septiembre en la Bahía de Tokio. Durante su participación en la guerra, se atribuyó a las tropas mexicanas la inhabilitación de 30,000 soldados japoneses y la destrucción de edificios, vehículos, tanques, ametralladoras antiaéreas, ametralladoras empotradas y depósitos de municiones. Douglas MacArthur, Comando Supremo de las Fuerzas Aliadas en el Área del Pacífico Sudoeste, quedó impresionado con el trabajo realizado por el escuadrón.
Años después, se anunció que las tropas mexicanas combatirían en el Teatro Europeo. Sin embargo, posteriormente se decidió que combatirían en Filipinas, dado que ambos gobiernos mantenían una estrecha relación basada en su herencia hispánica compartida y se creía que los soldados mexicanos estaban fuertemente motivados para luchar del lado de un país hispanohablante. El 22 de noviembre de 2004, el Escuadrón 201 fue condecorado con la Legión de Honor Filipina, con el grado de Legionario, por la entonces presidenta Gloria Macapagal-Arroyo.

### Otros frentes
La participación de México en la Segunda Guerra Mundial no se limitó al Escuadrón 201 y su batalla con el imperio japonés. Miles de mexicanos lucharon en el campo de batalla como voluntarios en ejércitos extranjeros o como residentes de otros países. Se calcula que entre 50 mil y 80 mil mexicanos lucharon en diferentes frentes, muchos de ellos de forma voluntaria. En lo que posteriormente sería llamado como «Día D» también hubo combatientes mexicanos, todos voluntarios y nacidos en otros países, entre ellos Luis Pérez Gómez, quien se alistó como piloto en la Real Fuerza Aérea Canadiense y participó en diversas misiones durante el desembarco de Normandía.
Uno de los mexicanos más destacados como refuerzo para otras tropas fue José M. López, quien luchó junto a las tropas estadounidenses y su valentía en el conflicto fue tal que, tras la victoria aliada, recibió la Medalla de Honor, la máxima condecoración del ejército estadounidense. Esto tras su participación en la Batalla de las Ardenas, donde él y otros soldados contraatacaron la ofensiva alemana. Mendoza, con una ametralladora, causó casi 100 bajas a los alemanes.

## Retorno a México
El 25 de septiembre de 1945, pocas semanas después de terminada la guerra, miembros de la FAEM develaron un monumento a sus camaradas caídos. El monumento fue diseñado por el piloto Miguel Moreno Arreola y se construyó con la ayuda de 10 elementos del escuadrón. El águila que remata el monumento fue realizada por el escultor de origen filipino Guillermo Tolentino. El 12 de octubre, el escuadrón entregó sus aviones al 45.º Grupo de Servicios Aéreos e inició los preparativos para regresar a México. Los miembros de la FAEM abordaron el buque Sea Marlin el 23 de octubre, llegando el 13 de noviembre a San Pedro, California, aunque los primeros en llegar fueron el coronel Cárdenas Rodríguez, el teniente Amadeo Castro Almanza, el subteniente García Ramos y el subteniente José Luis Pratt Ramos, quienes viajaron por aire después de reunirse con el general MacArthur en Tokio, para agradecerle su cooperación con la FAEM.
El Escuadrón 201 regresó a la Ciudad de México el 18 de noviembre con un desfile militar en el Zócalo y la posterior entrega de la bandera al presidente, el general Manuel Ávila Camacho, siendo recibidos como héroes por combatir el fascismo en el Pacífico. La FAEM se disolvió a su regreso de Filipinas. Sin embargo, el resto de los mexicanos que combatieron en otros ejércitos no recibieron el mismo reconocimiento que recibieron con el Escuadrón.
En los años posteriores a la guerra, muchos de los miembros han pasado con éxito a otras carreras en la vida, algunos como líderes de la aviación civil o del Ejército Mexicano, otros como empresarios, educadores e ingenieros; cinco de los pilotos se convirtieron en generales de la Fuerza Aérea Mexicana.

## Legión de Guerrilleros Mexicanos
Tras la declaración de guerra a las Potencias del Eje, se organizó una milicia civil conocida como la Legión de Guerrilleros Mexicanos —popularmente llamada el «ejército de charros». Fue impulsada por el teniente coronel revolucionario y dirigente charro Antolín Jiménez Gamas, entonces presidente de la Asociación Nacional de Charros, con el beneplácito del presidente Manuel Ávila Camacho.
Diversas notas de prensa y materiales secundarios estiman que la Legión llegó a congregar entre 100 000 y 150 000 voluntarios, distribuidos en alrededor de 250 puntos del país, donde se realizaban prácticas dominicales de disciplina y tácticas básicas de defensa aprovechando la pericia ecuestre de los charros.
La Legión no llegó a entrar en combate ni existen evidencias de un despliegue operativo; su función fue principalmente simbólica, de organización y adiestramiento cívico-militar, como parte de los preparativos nacionales ante la eventualidad de una invasión al continente americano durante la guerra.
La historia de la Legión fue rescatada décadas después por el documental de 2014 Matria, dirigido por Fernando Llanos, que recupera archivos familiares, fotografías y notas periodísticas de la época.

## Opinión popular
No toda la población apoyaba la participación en la guerra. Una encuesta de la revista Tiempo reveló que el 40.7% apoyaba una mayor participación de México en la Segunda Guerra Mundial, mientras que el 59.8% se oponía. Para cambiar la opinión pública, el gobierno lanzó una campaña de propaganda para justificar su decisión. Utilizó a Rodolfo Chacón, un sobreviviente del ataque alemán al «Potrero del Llano», como foco de la propaganda.
En cuanto al servicio militar, también hubo división entre los mexicanos, lo que provocó protestas violentas que llevaron al gobierno a eximir a los reclutas del servicio militar en el extranjero, lo que contribuyó a sofocar el malestar social. Sin embargo, los ciudadanos mexicanos residentes en otros países fueron reclutados en sus respectivos ejércitos, lo que resultó en una alta tasa de bajas.
La prensa y la opinión pública, por un lado, simpatizaban con los «aliadofílicos» y, por otro, con la corriente «germanófila». Para los primeros, los boletines y periódicos en general se desbordaban de elogios, con la plena seguridad de conquistar los laureles del triunfo. Y en ciudades de toda la República se llevaron a cabo «ejercicios de oscurecimiento», en los que la población civil debía participar apagando todas las fuentes de luz, como estrategia para impedir posibles bombardeos.
Por otra parte, en el diario La Nación, órgano de difusión del Partido Acción Nacional, Efraín González Luna afirmó:

El gran peligro de nuestra situación consiste en que por una parte, ésta es una guerra cuya dirección y decisión están en manos de las grandes potencias comprometidas en ella a vida o muerte, y al mismo tiempo, no tenemos un repertorio de objetivos tangibles que señale y rija nuestra trayectoria [...] ninguna disputa territorial pendiente una invasión, ni siquiera tenemos una frontera común con los países enemigos [...] Corremos el riesgo de entrar en una guerra más bien ideológica, de solidaridad con Estados Unidos de América [...] En estas condiciones estamos gravemente expuestos a una mortal anulación de nuestra personalidad nacional.

Sin embargo, el líder obrero y líder de la izquierda mexicana, Vicente Lombardo Toledano, apoyó la causa aliada en las tribunas y aconsejó al presidente no refugiarse en la prudencia, pues había llegado el momento de que el país honrara sus tradiciones. La idea de la unidad nacional prevaleció, y 1942 fue declarado el «Año del Esfuerzo», con la multiplicación en todos los medios de comunicación de mensajes alusivos, siempre acompañados de una bandera mexicana, como:

Mexicano: piensa en tu patria y trabaja para ella,
Las Américas Unidas unidas vencerán,
Estamos en Guerra,
Espíritu de Victoria.

La radio constantemente emitía informes bélicos y radionovelas alusivas: Contraespionaje, Las ideas no se matan. Agustín Lara estrenó su Cantar del Regimiento y el cine logró sonados éxitos que a la fecha gustan a todos: ¡Mexicanos al Grito de Guerra!, de Álvaro Gálvez y Fuentes, La Isla de la Pasión y Soy puro mexicano de Emilio «El Indio» Fernández. Así fue el sentir popular.

## Consecuencias

### Político
Cuando los Aliados alcanzaron la victoria, México se encontraba entre los vencedores, a pesar de solo enviar soldados activamente en el último año del conflicto. Por lo tanto, el país fue miembro fundador de la Organización de las Naciones Unidas, a diferencia de la fundación de la Sociedad de Naciones en 1919, donde no fue invitado por haber permanecido neutral durante la Primera Guerra Mundial. En el ámbito internacional, el país tuvo mayor presencia al participar en la Conferencia de Dumbarton Oaks, el Tratado de San Francisco y la Conferencia de Bretton Woods; y logró que se aprobara su iniciativa para que la dictadura de Francisco Franco en España no fuera reconocida ni admitida como gobierno legítimo ante la ONU, por haberse formado con la ayuda militar de la Alemania nazi y la Italia fascista.
Mario Ojeda describió la relación bilateral con los EE. UU. así:

Con la Segunda Guerra Mundial, el panorama general de las relaciones entre los dos países –México y Estados Unidos–, caracterizado por el conflicto permanente, sufriría un cambio drástico y una nueva era de cooperación sería inaugurada. En efecto, la Segunda Guerra Mundial constituye el parteaguas claro en las relaciones México-norteamericanas. Los Estados Unidos cambiaron su antigua política hacia América Latina, caracterizada por el intervencionismo del gran garrote y de la diplomacia del dólar, por una nueva: la política del buen vecino. Los Estados Unidos buscaban la cooperación de los países latinoamericanos en tres diferentes aspectos. En el aspecto militar, a fin de obtener autorización para el establecimiento de bases para sus fuerzas armadas y también para reforzar la capacidad de los ejércitos latinoamericanos en contra de un posible intento que fue de la subversión interna inducida desde el exterior por las potencias del Eje, En el ámbito político para poder contrarrestar la propaganda y la quinta columna nazifascista en el continente y en el aspecto económico, para mantener abiertas las fuentes latinoamericanas de materias primas estratégicas para la causa aliada y evitar el acceso de las mismas a las potencias del Eje.

### Económico
La posición geográfica de México ante la crisis global que enfrentaba el mundo colocaron al país en un lugar estratégico para el abastecimiento y la seguridad de sus vecinos del norte, Canadá y Estados Unidos. La fuerza laboral estadounidense era insuficiente y el comercio internacional se veía obstaculizado, mientras que México tenía un fuerte poder de negociación con Estados Unidos, empezó a producir productos que antes importaba. El país contaba con recursos naturales indispensables para la industria bélica, como cobre, zinc, grafito, minerales, plata, ganado, cerveza y productos agrícolas, lo que incrementó sus exportaciones e impulsó su desarrollo.
Entre 1939 y 1945, el producto interno bruto de México creció un 10% y se fundó el Instituto Mexicano del Seguro Social (IMSS). Los beneficios económicos de la guerra también acercaron a México a los países del Bloque occidental, lo que resultó en relaciones más distantes con varios países latinoamericanos; no obstante, el Estado mexicano se inclinaría por el Movimiento de Países No Alineados como «país observador». Las circunstancias de posguerra fueron favorables para la industrialización nacional. Las condiciones que permitieron el crecimiento acelerado de la economía contribuyeron al surgimiento del modelo de sustitución de importaciones que México mantuvo durante varias décadas después del fin de la guerra. En términos económicos, las acciones de México en la Segunda Guerra Mundial le costaron a la República aproximadamente tres millones de dólares.
Rafael Velázquez explica la profunda influencia económica que tuvo la guerra en el siguiente párrafo:

En el periodo de estudio, las exportaciones mexicanas se duplicaron; la industria creció, la agricultura se desarrolló y se consiguieron créditos para las obras de infraestructura. Al inicio de la guerra mundial, México exportó 788.7 millones de pesos corrientes; al finalizar la guerra el monto fue de 1357 millones. En 1939 se dirigía a Europa un tercio de las exportaciones mexicanas y a Estados Unidos le correspondía el 60 % del total de ellas. Para 1945 sólo se vendía un 2% a Europa y más del 90% a Estados Unidos; el resto se dirigía a América Latina. En lo que se refiere a las inversiones extranjeras, en 1939 existían aproximadamente 480 millones de dólares; para 1945 había aumentado a casi 600 millones. De las nuevas inversiones, el 65% eran de origen estadounidense.

### Programa Bracero
La entrada de las tropas estadounidenses en la guerra provocó un intenso aumento de su producción industrial y agrícola. Sin embargo, la salida de los soldados hacía el conflicto bélico dejó poca mano de obra para su economía; la fuerza laboral estadounidense restante era insuficiente para satisfacer las demandas del campo y la industria. México y Estados Unidos firmaron un acuerdo en 1942 para regular el flujo de migrantes connacionales al país vecino para compensar la falta de trabajadores. El acuerdo dio lugar al Programa Bracero. Estableció que los braceros no podían ser empleados en el servicio militar, no podían sufrir actos de discriminación, no podían ser utilizados para desplazar a los trabajadores estadounidenses y que sus necesidades básicas debían estar aseguradas. El programa permaneció vigente hasta 1964 y benefició a ambos países, asegurando la mano de obra necesaria para los Estados Unidos y reduciendo el desempleo en México.

### Industria del cine
Durante la guerra, el cine mexicano y, en menor medida, la música y la radio experimentaron un crecimiento significativo. La guerra en Europa dificultó cada vez más la producción cinematográfica en el continente, lo que motivó su traslado a foros y estudios mexicanos como los Estudios Churubusco y Azteca en la Ciudad de México y los desiertos de Durango. Además, la movilización de estrellas de Hollywood en los frentes de guerra obligó a la industria cinematográfica a recurrir a actores mexicanos. Impulsado por la desaceleración de la producción cinematográfica estadounidense durante la guerra, el cine mexicano se extendió por todo el mundo, donde dejó una huella imborrable.
El cine mexicano continuó produciendo obras de alta calidad y comenzó a explorar otros géneros como la comedia, el romance y el musical. En 1943, la película Flor Silvestre reunió al cineasta Emilio Fernández, al fotógrafo Gabriel Figueroa, al actor Pedro Armendáriz y a la actriz Dolores del Río. Las películas María Candelaria (1943) y La Perla (1947), fueron consideradas obras fundamentales por Fernández y su equipo, y dieron al cine mexicano prestigio internacional, con sus obras exhibiéndose en los principales festivales de cine de todo el mundo. En 1946, María Candelaria ganó la Palma de Oro en el Festival de Cine de Cannes. En 1949, La Perla ganó el Globo de Oro a la «Mejor Cinematografía», convirtiéndose en la primera película en español en recibir tal reconocimiento.

## Barcos hundidos
La siguiente es una tabla que detalla sobre los seis barcos que fueron hundidos por los nazis y que llevaron al país a entrar en la guerra mundial.
| Fecha y barco                | Nombre italiano | Nombre alemán | Posición            | Hora                      | U-Boot           | Comandante                       |
| ---------------------------- | --------------- | ------------- | ------------------- | ------------------------- | ---------------- | -------------------------------- |
| 13-mayo-42 Potrero del Llano | Lucifero        |               | 80° 06’ W 25° 35’ N | 23:55 UTC=MX 07:17 UTC=DE | U-564 tipo VII C | Kapitänleutnant Reinhard Suhren  |
| 20-may-42 Faja de Oro        | Genoano.        |               | 84° 25’ W 23° 30’ N | 20:15 UTC=MX 04:21 UTC=DE | U-106 tipo IX B  | Kapitänleutnant Hermann Rasch    |
| 26-jun-42 Túxpam             |                 | Americano     | 96° 20’ W 20° 15’ N | 23:50 UTC=MX 07:24 UTC=DE | U-129 tipo IX C  | Kapitänleutnant Hans-Ludwig Witt |
| 27-jun-42 Las Choapas        | Atlas           |               | 96° 20’ W 20° 15’ N | 07:22 UTC=MX 15:25 UTC=DE | U-129 tipo IX C  | Kapitänleutnant Hans-Ludwig Witt |
| 27-jul-42 Oaxaca             |                 | Harlem        | 96° 08’ W 28° 23’ N | 04:28 UTC=MX 11:23 UTC=DE | U-171 tipo IX C  | Kapitänleutnant Günther Pfeffer  |
| 5-sep-42 Amatlán             | Vigor           |               | 97° 20’ W 23° 10’ N | 23:00 UTC=MX 05:35 UTC=DE | U-171 tipo IX C  | Kapitänleutnant Günther Pfeffer  |